# Шарлота фон Хесен-Касел
Вижте пояснителната страница за други личности с името Шарлота фон Хесен.
Шарлота фон Хесен-Касел (на немски: Charlotte von Hessen-Kassel; * 20 ноември 1627, Касел; † 16 март 1686, Хайделберг) от Дом Хесен, е принцеса от Хесен-Касел и чрез женитба курфюрстиня на Пфалц (1650 – 1657).

## Живот
Дъщеря е на ландграф Вилхелм V фон Хесен-Касел (1602 – 1637) и на Амалия Елизабет фон Ханау-Мюнценберг (1602 – 1651).
Шарлота се омъжва на 22 февруари 1650 г. в Касел за Карл I Лудвиг (1617 – 1680) от род Вителсбахи, курфюрст на Пфалц. Бракът е нещастен.
Карл I Лудвиг се развежда в Хайделберг на 14 април 1657 г. от Шарлота и се жени втори път на 6 януари 1658 г. за нейната бивша дворцова дама Мария Луиза фон Дегенфелд (1634 – 1677). Шарлота остава да живее в страничната част на двореца Хайделберг.

## Деца
Шарлота и Карл имат три деца:
- Карл II (1651 – 1685), курфюрст на Пфалц (1651 – 1685), ∞ 1671 г. за принцеса Вилхелмина Ернестина Датска (1650 – 1706)
- Елизабет Шарлота (1652 – 1722), ∞ 1671 г. за херцог Филип I Орлеански (1640 – 1701)
- Фридрих (1653 – 1654).